# Şeyqalvandān
Şeyqalvandān är en ort i Iran.   Den ligger i provinsen Gilan, i den nordvästra delen av landet, 260 km nordväst om huvudstaden Teheran. Antalet invånare är 615.
Terrängen runt Şeyqalvandān är platt. Runt Şeyqalvandān är det ganska tätbefolkat, med 111 invånare per kvadratkilometer. Närmaste större samhälle är Rasht, 19,9 km öster om Şeyqalvandān. Trakten runt Şeyqalvandān består till största delen av jordbruksmark.